# Anne Churchill
Anne Churchill  (27 de fevereiro de 1683 - 15 de abril de 1716) foi a segunda filha de John Churchill, 1.º Duque de Marlborough e de sua esposa, Sarah Jennings. Entre seus descendentes estão sir Winston Churchill (de seu filho Charles) e Diana, Princesa de Gales (de seu filho John).

## Casamento e filhos
Em 2 de janeiro de 1700, ela desposou Charles Spencer, que viria a se tornar o 3º Conde de Sunderland em setembro de 1702. Passou a chamar-se Anne Spencer, Condessa de Sunderland. Eles tiveram cinco filhos:
- Robert Spencer, 4.º Conde de Sunderland (1701-1729)
- Anne Spencer (1702 - 19 de fevereiro de 1769). Casou-se com William Bateman, 1.º Visconde Bateman.
- Charles Spencer, 3.º Duque de Marlborough (1706-1758)
- John Spencer (1708-1746). Pai de John Spencer, 1.º Conde Spencer.
- Diana Spencer (1710-1735). Casou-se com John Russell, 4.º Duque de Bedford.

Entre 1702 e 1712, serviu como Lady of the Bedchamber da rainha Ana. Anne Spencer morreu aos trinta e três anos, e seu corpo foi enterrado, a 24 de abril de 1716, em Great Brington, Northamptonshire.
O título Duque de Marlborough passou de sua irmã mais velha para seu filho Charles em 1733.